# 坊城俊実
坊城俊実（ぼうじょう としざね、永仁4年（1296年） - 観応元年（1350年）2月23日）は、鎌倉時代後期から室町時代前期にかけての公卿。

## 官歴
- 時期不明：従四位下、民部大輔
- 正和4年（1315年）：権右中弁
- 正和5年（1316年）：右中弁、正四位下、装束司
- 文保元年（1317年）：紀伊権守、左宮城使、左中弁、右大弁、蔵人頭、正四位上
- 文保2年（1318年）：参議、従三位、左大弁、造東大寺長官
- 元弘元年（1331年）：大宰権帥、権中納言
- 正慶元年（1332年）：従二位

## 系譜
- 父：坊城定資（吉田定資）
- 母：四条隆氏の娘
  - 弟：勧修寺経顕
  - 弟：町口経量

- 妻：吉田隆長の娘
- 生母不明の子女
  - 子：坊城俊冬